# Кураж под огъня
„Кураж под огъня“ (на английски: Courage Under Fire) е американска военна драма от 1996 година на режисьора Едуард Зуик. Във филма участват Дензъл Уошингтън и Мег Райън. Това е вторият съвместен филм на Уошингтън и режисьора Зуик. Филмът е пуснат по кината в Съединените щати на 12 юли 1996 г. и получава положителни рецензии.